# Фінал кубка України з футболу 2014
Фіна́л ку́бка Украї́ни з футбо́лу 2014 — 23-й фінал кубка України з футболу, що відбувся 15 травня 2014 року між київським «Динамо» та донецьким «Шахтарем», які всьоме розіграли трофей між собою. Переможцем матчу київське «Динамо», яке здобуло свій 10-ий титул володаря Кубка України.

## Місце та умови проведення
Матч мав пройти у Харкові на стадіоні «Металіст»., але через нестабільну геополітичну ситуацію на сході України, місце проведення вирішили змінити. 8 травня виконавчий комітет вирішив низку матчів, серед яких і фінал кубка, провести без глядачів. 13 травня виконком виніс рішення про проведення матчу у Полтаві на стадіоні «Ворскла» ім. О. Бутовського. 14 травня ультрас «Динамо» прийшли до Будинку футболу з вимогою провести матч з вболівальниками, після чого заступник голови ФФУ Анатолія Конькова Анатолій Попов через декілька годин повідомив, що фінал відбудеться з вболівальниками.

## Шлях до фіналу
| 1/16 фіналу | «Динамо»   | 3-2 | «Металург» Д  |
| 1/8 фіналу  | «Шахтар» С | 0-4 | «Динамо»      |
| Чвертьфінал | «Металіст» | 2-3 | «Динамо»      |
| Півфінал    | «Динамо»   | 4-0 | «Чорноморець» |

| 1/16 фіналу | «Іллічівець»   | 0-3    | «Шахтар» |
| 1/8 фіналу  | МФК «Миколаїв» | 0-3    | «Шахтар» |
| Чвертьфінал | «Десна»        | 0-2    | «Шахтар» |
| Півфінал    | «Славутич»     | 0-3 дч | «Шахтар» |

## Матч

### Деталі
| 15 травня 2014 20:00 EEST |

| Динамо                  | 2 – 1    | Шахтар    |
| ----------------------- | -------- | --------- |
| Кучер 40' (аг) Віда 43' | Протокол | 57' Коста |

| «Ворскла», Полтава Глядачів: 9 700 Арбітр: Юрій Можаровський (Львів) |

| Динамо | Шахтар |

| Динамо:       |    |                       |            |
|               |    |                       |            |
| ВР            | 1  | Олександр Шовковський |            |
| ЗХ            | 24 | Домагой Віда          | 43'        |
| ЗХ            | 2  | Даніло Сілва          |            |
| ЗХ            | 6  | Александар Драгович   | 90+4'      |
| ПЗ            | 4  | Мігел Велозу          |            |
| ПЗ            | 27 | Євген Макаренко       |            |
| ПЗ            | 19 | Денис Гармаш          | 89'        |
| ПЗ            | 10 | Андрій Ярмоленко      | 70', 90+4' |
| ПЗ            | 90 | Юнес Беланда          | 85'        |
| ПЗ            | 7  | Джермейн Ленс         | 71'        |
| НП            | 85 | Дьємерсі Мбокані      | 45+3'      |
| Заміни:       |    |                       |            |
| ВР            | 23 | Олександр Рибка       |            |
| ЗХ            | 3  | Євген Селін           |            |
| ПЗ            | 5  | Огнєн Вукоєвич        | 71' 90+1'  |
| ПЗ            | 9  | Роман Безус           |            |
| НП            | 11 | Браун Ідеє            |            |
| ПЗ            | 16 | Сергій Сидорчук       | 85'        |
| ПЗ            | 45 | Владислав Калітвінцев | 89'        |
| Тренер:       |    |                       |            |
| Сергій Ребров |    |                       |            |

| Шахтар:       |    |                     |            |
|               |    |                     |            |
| ВР            | 30 | Андрій Пятов        |            |
| ЗХ            | 33 | Дарійо Срна         | 45' 79'    |
| ЗХ            | 5  | Олександр Кучер     | 40' (аг)   |
| ЗХ            | 44 | Ярослав Ракицький   | 31', 90+4' |
| ЗХ            | 13 | В'ячеслав Шевчук    |            |
| ПЗ            | 6  | Тарас Степаненко    |            |
| ПЗ            | 8  | Фред                | 90+4'      |
| ПЗ            | 20 | Дуглас Коста        | 57'        |
| ПЗ            | 29 | Алекс Тейшейра      |            |
| ПЗ            | 10 | Бернард             | 69'        |
| НП            | 9  | Луїс Адріану        | 90+2'      |
| Заміни:       |    |                     |            |
| ВР            | 32 | Антон Каніболоцький |            |
| ЗХ            | 38 | Сергій Кривцов      | 79'        |
| ПЗ            | 3  | Томаш Гюбшман       |            |
| ПЗ            | 17 | Фернанду            |            |
| ПЗ            | 89 | Дентінью            |            |
| ЗХ            | 31 | Ісмаїлі             |            |
| НП            | 11 | Едуардо             | 69'        |
| Тренер:       |    |                     |            |
| Мірча Луческу |    |                     |            |

| Гравець матчу Арбітри - Асистенти: - Сергій Беккер (Харків) - Семен Шлончак (Черкаси) - Юрій Мосейчук (Чернівці) - Костянтин Труханов (Харків) - Резервний: - Анатолій Абдула (Харків) | Регламент - 90 хвилин. - 30 хвилин додаткового часу за необхідності. - Серія пенальті за необхідності. - Сім гравці на заміні. - Максимум три заміни. |

| Володар Кубка України 2014 |
| -------------------------- |
|                            |
| Динамо (Київ) 10-й титул   |

## Галерея

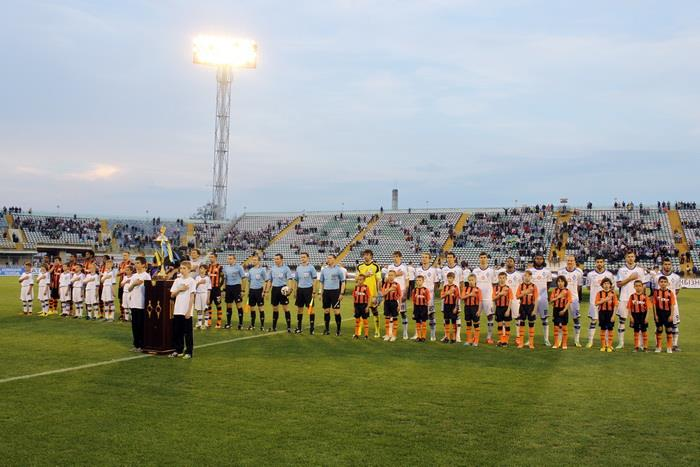
Побудова складів перед початком матчу
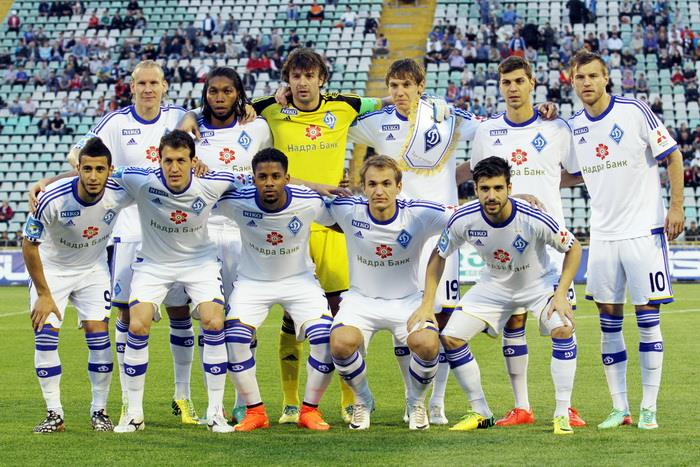
«Динамо» на фотографуванні перед початком матчу
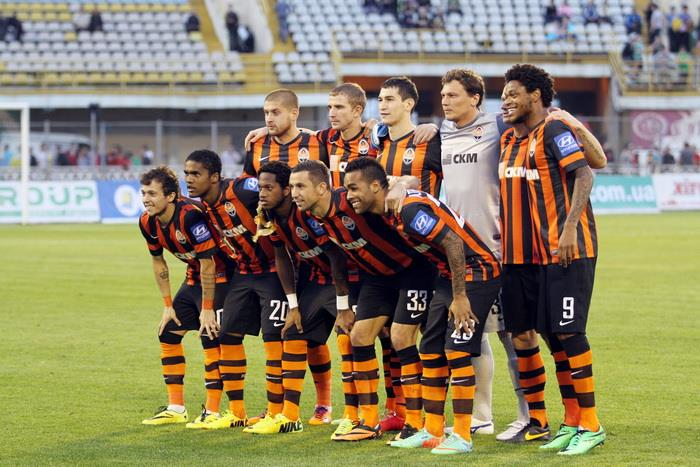
«Шахтар» на фотографуванні перед початком матчу
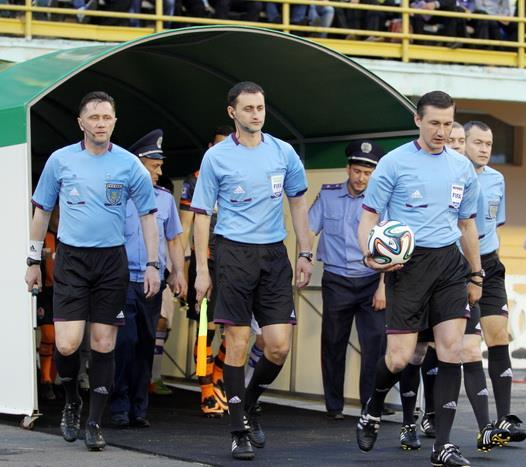
Головний арбітр гри Юрій Можаровський з бригадою перед матчем
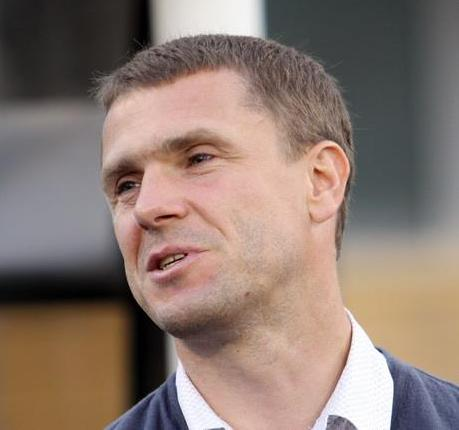
Тренер Сергій Ребров під час матчу
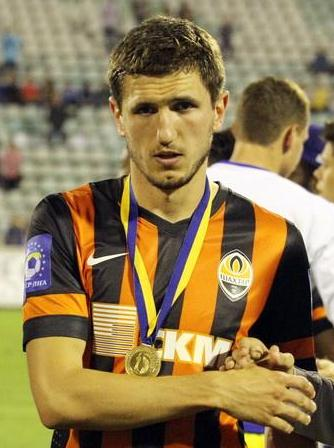
Сергій Кривцов з медаллю фіналіста
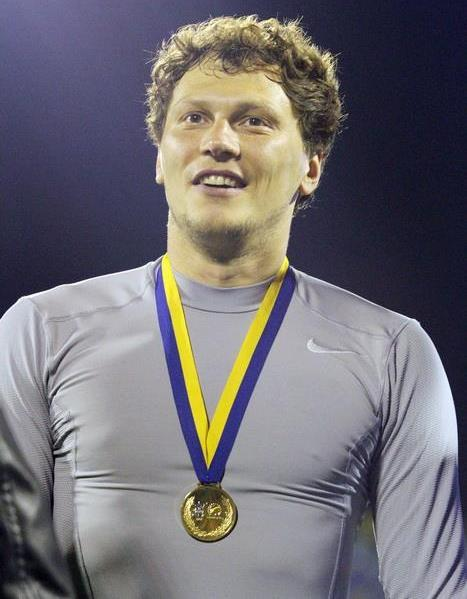
Андрій П'ятов з медаллю фіналіста
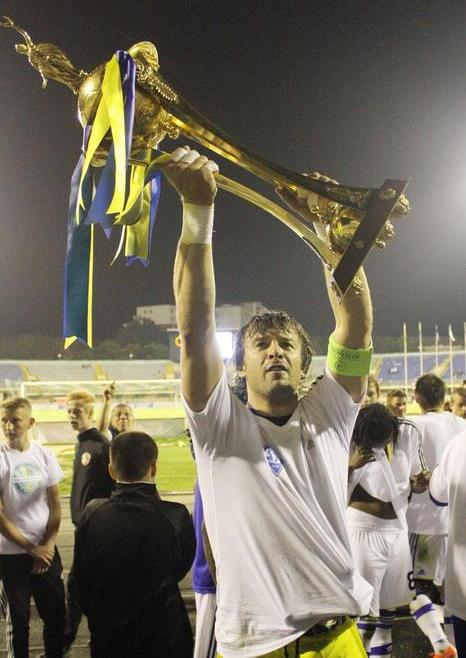
Олександр Шовковський з кубком України
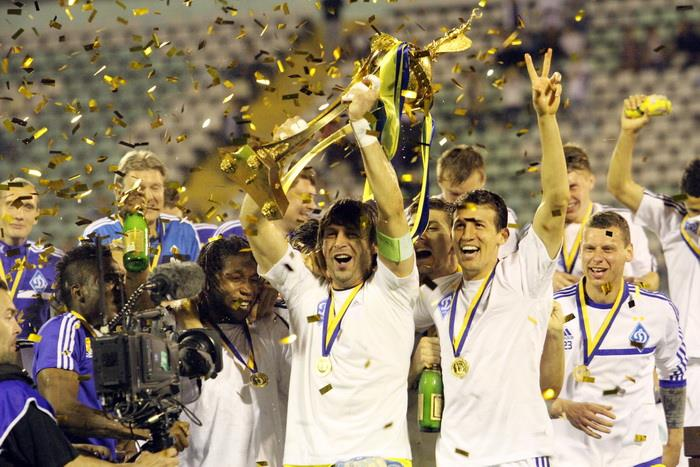
«Динамо» святкує перемогу на турнірі
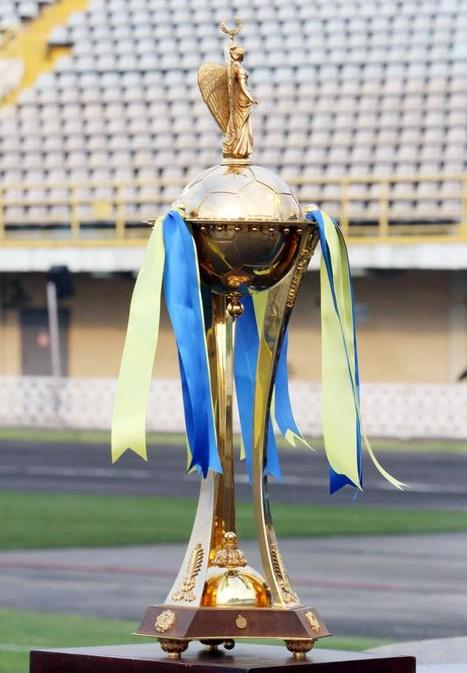
Здобутий трофей